# Anna Aeikens
Anna Elisabeth Christine Sophie Aeikens (* 15. August 1998 in Magdeburg) ist eine deutsche Politikerin (CDU). Sie ist Abgeordnete des 21. Deutschen Bundestages.

## Leben
Anna Aeikens, Tochter des Agronomen und CDU-Politikers Hermann Onko Aeikens, absolvierte das Abitur an der Landesschule Pforta. Von 2017 bis 2021 studierte sie Agrarökonomie an der Georg-August-Universität Göttingen bis zum Abschluss als Bachelor of Applied Science. Währenddessen absolvierte sie ein Praktikum im Berliner Abgeordnetenbüro von Manfred Behrens (CDU).

## Ausbildung und Arbeitsleben
Anschließend studierte sie im Erasmus Mundus Doppelmaster Programm den Studiengang Agrar-, Ernährungs- und Umweltpolitik an der Katholischen Universität Löwen und der Rheinischen Friedrich-Wilhelms-Universität Bonn, den sie als Master of Science abschloss. Ihre Masterarbeit befasste sich mit dem Einfluss visueller Darstellungen auf das Konsumverhalten beim Fleischkauf. Von 2021 bis 2024 war sie zweieinhalb Jahre als akkreditierte parlamentarische Assistentin in Brüssel und Straßburg tätig, wo sie den Regionalausschuss mit zahlreichen agrarpolitischen Schnittstellen betreute.
Seit Juli 2024 ist sie Co-Geschäftsführerin der von ihr mitgegründeten Aeikens & Kraft GbR, die in der Agrarberatung tätig ist und landwirtschaftliche Betriebe bei der Navigation durch die komplexe Agrarförderung unterstützt. Die Geschäftsführung hat sie laut eigenen Angaben mit dem Einzug in den Deutschen Bundestag abgegeben, Gehalt oder Gewinnbeteiligung erhält sie seit dem nicht weiter.
Seit 2017 ist Aeikens Mitglied der CDU und der Jungen Union. Von 2021 bis 2023 war sie Beisitzerin im Landesvorstand der Jungen Union Sachsen-Anhalt. Seit 2021 ist sie Beisitzerin im Kreisvorstand der Jungen Union Börde, seit 2023 Schatzmeisterin der Jungen Union Sachsen-Anhalt, seit 2024 Mitglied der Mittelstands- und Wirtschaftsunion der CDU und ebenfalls seit 2024 Mitglied des Landesvorstands der Frauen-Union Sachsen-Anhalt. Sie ist außerdem Mitglied der Deutschen Landwirtschafts-Gesellschaft (DLG).
Aeikens kandidierte bei der Bundestagswahl 2025 im Bundestagswahlkreis Börde – Salzlandkreis und auf Platz 3 der Landesliste der CDU Sachsen-Anhalt. Während sie im Wahlkreis mit 22,4 Prozent der Erststimmen dem AfD-Kandidaten Jan Wenzel Schmidt unterlag, mit 43,2 Prozent zog sie über die Landesliste in den Bundestag ein.

## Politik
Aeikens ist stellvertretende Vorsitzende der jungen Gruppe in der CDU/CSU-Fraktion im 21. deutschen Bundestag. Sie ist über die Landesliste Sachsen-Anhalt in den Bundestag eingezogen und bringt ihre agrarpolitische Expertise als ordentliches Mitglied der Ausschüsse für Landwirtschaft, Ernährung und Heimat und für Umwelt, Klimaschutz, Naturschutz und nukleare Sicherheit ein. Zusätzlich ist sie stellvertretendes Mitglied im Ausschuss für Wohnen, Stadtentwicklung, Bauwesen und Kommunen.Sie gilt aufgrund ihrer EU-Erfahrung und Doppelqualifikation aus Agrarkompetenz und EU-Expertise als potenzielle Nachwuchshoffnung der Unionsfraktion.

### Agrarpolitische Positionen
Aeikens fordert eine simultane Verzahnung und Entbürokratisierung von Agrar- und Umweltpolitik mit dem Ziel eines wirtschaftlich tragfähigen Umweltmanagements für Landwirte. Besonders den Bodenmarkt identifiziert sie als kritisches Problemfeld. Sie setzt sich für bäuerlich geprägte Strukturen gegenüber intransparenten Holdinggesellschaften ein und warnt aus ostdeutscher Perspektive vor einer Wiederholung der Fehler nach der Wende, als viele landwirtschaftliche Strukturen von kapitalstarken Investoren übernommen wurden.
Bei der anstehenden GAP-Reform positioniert sie sich differenziert: Während sie Bürokratieabbauimpulse des EU-Agrarkommissars begrüßt, begegnet sie der geplanten Renationalisierung mit Skepsis. Sie plädiert für die Beibehaltung von Direktzahlungen und gezielte Förderung von Agrarumweltmaßnahmen als Weg zur Harmonisierung von Umwelt- und Klimazielen mit leistungsfähiger Landwirtschaft.
In der Digitalisierung erkennt sie einen Schlüssel zur umwelt- und tiergerechteren Landwirtschaft durch Smart Farming und präziseren, ressourcenschonenden Betriebsmitteleinsatz. Auch die Bioökonomie betrachtet sie als Chance zur Optimierung von Ressourcennutzung, fordert jedoch eine ehrliche Diskussion über die Balance zwischen Energie- oder Stoffnutzung und Ernährungssicherung.

### Bürokratieabbau und Staatsmodernisierung
Bürokratieabbau und Effizienz: Aeikens kritisiert die Komplexität und Langwierigkeit politischer Prozesse, sowohl auf nationaler als auch auf EU-Ebene. Sie fordert einen Abbau bürokratischer Hürden, insbesondere bei der Nutzung von EU-Fördermitteln, und mehr Effizienz in der Verwaltung.
Technologieoffenheit und Innovation: Aeikens plädiert für eine wissenschaftsbasierte, technologieoffene Debatte, etwa bei neuen Züchtungstechnologien. Sie fordert, Chancen und Risiken ausgewogen abzuwägen und Innovationen nicht durch Überregulierung auszubremsen. Sie fordert eine intensivere Zusammenarbeit zwischen Politik, Landwirtschaft und Wissenschaft, wobei Deutschlands agrarwissenschaftliche Expertise stärker in politische Entscheidungsfindung einfließen müsse.Aeikens möchte das Bild der Landwirtschaft in der Gesellschaft verbessern und die Wertschätzung für die Arbeit der Landwirte stärken. Sie setzt sich dafür ein, dass der Beruf wieder als attraktiv und sinnstiftend wahrgenommen wird.

### Politische Arbeitsweise
Aeikens setzt in der Ausschussarbeit weniger auf medienwirksame „Kleine Anfragen“ als auf substanzielle Gesetzesarbeit in den Berichterstatterrunden. Ihre Kommunikationsstrategie fokussiert auf kontinuierlichen Bürgerdialog jenseits von Wahlkampfzeiten, besonders in ländlichen Räumen und AfD-Hochburgen, um politisches Vertrauen wiederherzustellen.

### Arbeitsmigration und Lohndruck
Aussage von ihr zur Migration: Deutschland soll gezielt und streng nur qualifizierte Fachkräfte ins Land lassen – wer nicht nachweislich gebraucht wird und keine besondere Qualifikation mitbringt, bleibt draußen. Anna Aeikens lehnt eine politische Festlegung der Höhe des Mindestlohns ab. Grundsätzliches Ziel sei eine höhere Tarifbindung, da Tariflöhne wieder stärker die Regel werden sollten.

## Mitgliedschaften
- Altstipendiaten der Konrad-Adenauer-Stiftung
- Deutsche Landwirtschafts-Gesellschaft